# Christine Emmerich
Christine Emmerich (* 25. Oktober 1974 in Ruit auf den Fildern als Christine Schlembach; † 22. Januar 2020 in Wilmette, Illinois, USA) war eine deutsche Fernsehjournalistin.

## Leben
Nach dem Abitur studierte sie Theater- und Medienwissenschaften, Politikwissenschaft und Psychologie in Erlangen, private Schauspielausbildung, theaterpädagogische Arbeit mit Kindern und Regieassistenz in Salzburg. Während der Studienzeit schrieb sie für das Feuilleton der Nürnberger Zeitung. Dann arbeitete sie beim ZDF in der heute-Redaktion.
Im Jahre 2000 wechselte sie zum Südwestrundfunk. Seit 2002 arbeitete sie als Reporterin bei der SWR Landesschau aktuell Baden-Württemberg und moderierte die täglichen Nachrichten-Ausgaben. Darüber hinaus moderierte sie Sondersendungen bei Landtags-, Bundestags- und Europawahlen oder beim NATO-Gipfel in Baden-Baden/Straßburg 2009 und den ARD-Brennpunkt im Ersten. Seit 2010 gehörte sie zum Moderatoren-Team des Europamagazins im Ersten.
Im September 2011 zog Christine Emmerich mit ihrem Mann und den beiden Kindern von Deutschland nach Chicago. Sie starb am 22. Januar 2020.

## Synchronrollen
In der japanischen Zeichentrickserie Wedding Peach sprach sie in der ersten deutschen Fassung die Hauptfigur Wedding Peach (Momoko Hanasaki). Darüber hinaus sprach sie in Chobits von 2005 bis 2006 die Rolle der Sumumo.